# Abtei Andlau

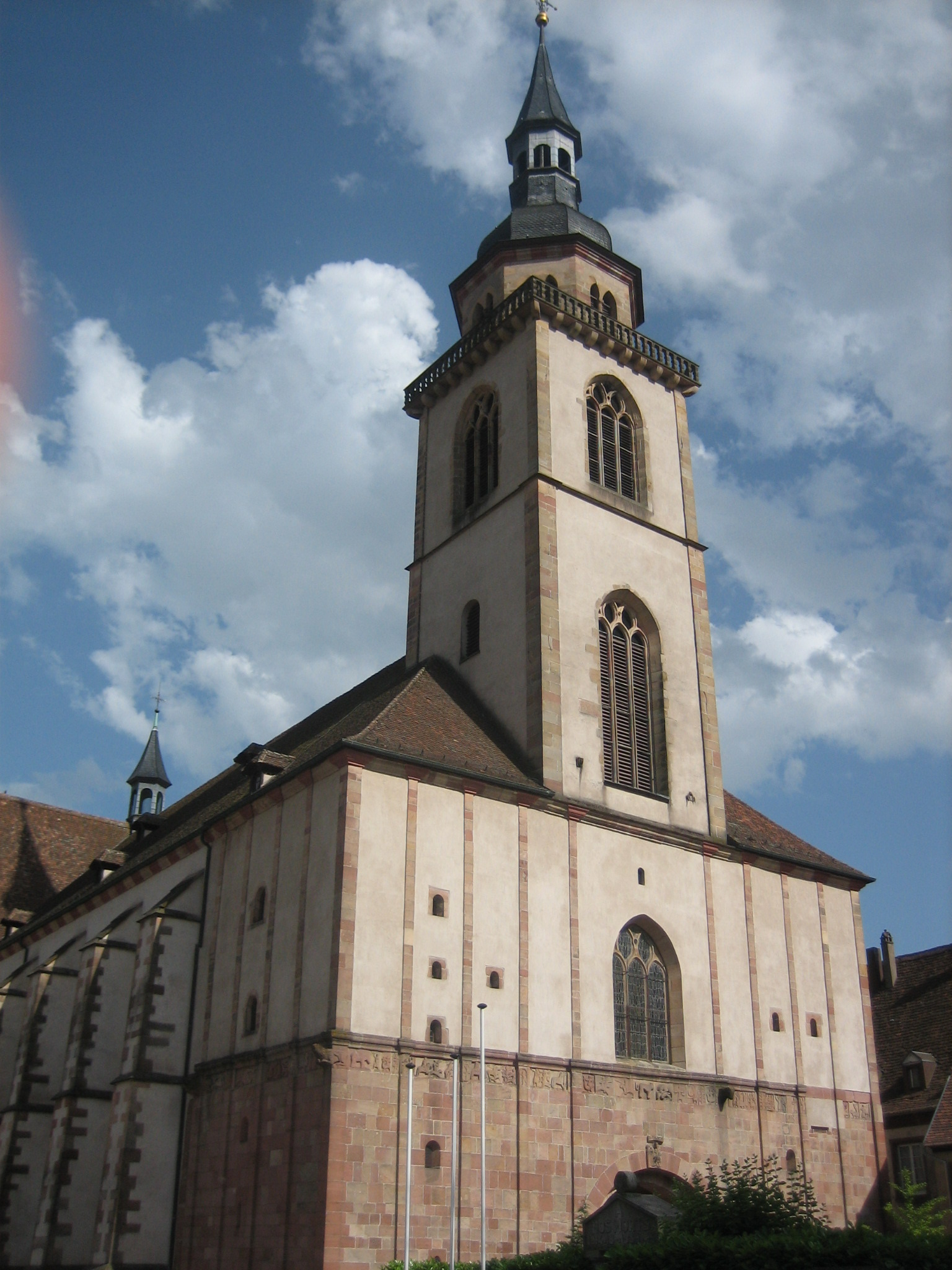
Die Fassade der Kirche Saints-Pierre-et-Paul; der untere Teil stammt aus dem 12., der obere aus dem 17. Jahrhundert

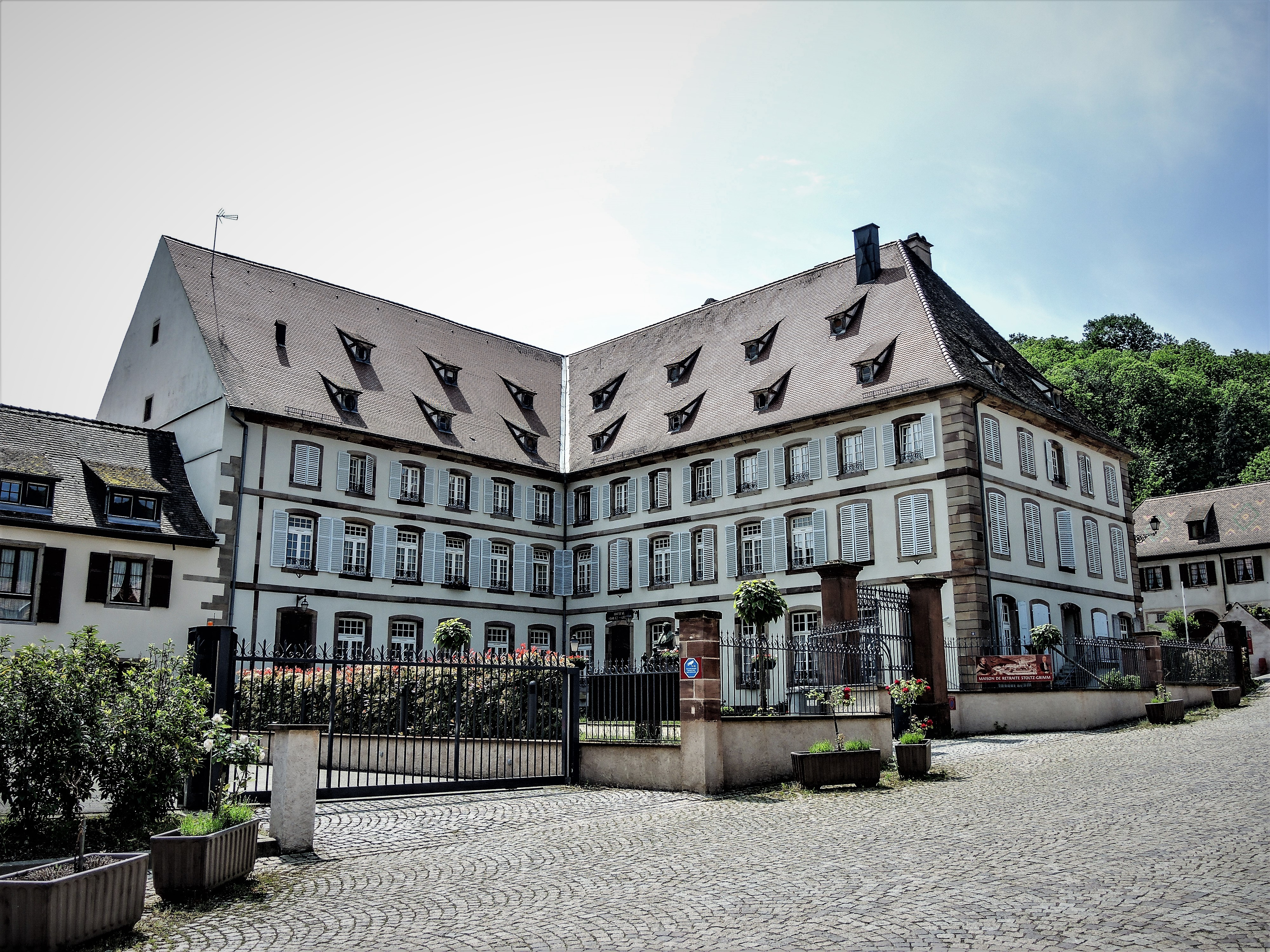
Ehemaliges Palais der Äbtissinnen, heute Hôpital Stoltz-Grimm

Die Abtei Andlau war ein um 880 gegründetes und während der Französischen Revolution aufgelöstes Stift der Benediktinerinnen in einem Tal am Ostrand der Vogesen. Sie ist der Ursprung der Gemeinde Andlau im französischen Département Bas-Rhin. Die Abtei unterstand in weltlichen Fragen unmittelbar dem Kaiser und in geistlichen Fragen unmittelbar dem Papst.

## Geschichte
Die Abtei Andlau wurde um 880 von Kaiserin Richardis, der Ehefrau von Karl dem Dicken, auf Familiengut gegründet. Als Gründungslegende gilt die Geschichte von der Bärin, die der Kaiserin die Stelle zeigte, an der die Abtei gegründet werden sollte. Richardis widmete die Abtei dem Erlöser, entwarf die Statuten des Klosters selbst, die wenig später von Papst Johannes VIII. (872–882) genehmigt wurden, und stattete das Kloster mit reichem Grundbesitz aus. Richardis zog sich, nachdem sie von ihrem Ehemann des Ehebruchs beschuldigt worden war und nach dessen Absetzung 887, in die Abtei Andlau zurück, wo sie um 900 starb und in deren Klosterkirche sie bestattet wurde.
In der ersten Hälfte des 11. Jahrhunderts wurde die Abtei vollständig neu gebaut die Abteikirche Andlau von Papst Leo IX. (Bruno von Egisheim) im November 1049 auf dessen Rückweg von einer Synode in Mainz geweiht. Der Leichnam Richardis‘ wurde in die neue, romanische Kirche umgebettet und der Papst gab ihn zur Anbetung frei, was einer Heiligsprechung gleichkam. In den folgenden Jahrhunderten wurde die Kirche mehrfach erweitert, umgebaut und nach zwei Großbränden jeweils wiederaufgebaut.
Zwischen 1178 und 1212 ging die Vogtei über die Abtei Andlau von den Grafen von Egisheim-Dagsburg auf den Kaiser über, so dass Andlau nunmehr reichsunmittelbar war. Unter König Rudolf I. ging die Burgherrschaft Andlau und das Amt des Schultheißen von Andlau an die Herren von Andlau über, ursprünglich Ministeriale der Abtei. Die Äbtissin erhielt 1288 Sitz und Stimme im Reichstag; in den Reichsmatrikeln des 15. und 16. Jahrhunderts findet man sie aber nicht mehr. Auch war der Besitz der Abtei nicht reichsunmittelbar. Ab der Zeit Kaiser Karl V. waren die Äbtissinnen Reichsfürstinnen – auch nach Übergang der Souveränität auf die französische Krone im 17. Jahrhundert.
Am 19. April 1499 wurde die Abtei in ein weltliches Damenstift umgewandelt. Versuche der Herren von Andlau, während der Reformation das Stift zu säkularisieren, konnten abgewehrt werden. Der Friede von Münster schrieb 1648 die Selbstständigkeit der Abtei noch einmal fest.
Als Andlau 1680 im Rahmen der Reunionspolitik Ludwigs XIV. unter französische Herrschaft kam, behielt die Abtei durch einen Vertrag vom Juli 1686 ihr Recht, die Äbtissin selbst zu wählen, anstatt – wie in Frankreich üblich – sie vom König ernennen zu lassen. Während der Revolution wurde die Abtei Andlau aufgelöst, ihr Besitz säkularisiert und enteignet.
Die ehemalige Abteikirche mit dem Patrozinium der heiligen Richardis wird als Pfarrkirche von Andlau nachgenutzt und steht heute unter dem Patrozinium der Apostel Petrus und Paulus. Das ehemalige Palais der Äbtissinnen dient heute als Hôpital Stoltz-Grimm. Das Tor zum Innenhof und die Haupttreppe des Hospitals aus der ersten Hälfte des 18. Jahrhunderts sind seit dem 25. April 1935 als Kulturdenkmal (Monument historique) klassifiziert, die Kirche bereits seit 1862.

## Wissenswert
Die zahlreichen päpstlichen Bullen, die die Abtei Andlau betreffen, werden im Departementsarchiv in Straßburg aufbewahrt.